# Народна странка Велике Немачке
Велика Немачка народна странка (  или GDVP) је аустријска политичка партија која је деловала током Прве аустријске републике.

## Оснивање
Странку је основао Франц Дингхофер 8. августа 1920. као коалицију 17 националистичких странака и организација. Једине националистичке странке које се нису прикључиле овој новоснованој странци су биле Радничка партија и Ландбунд. Партија није имала јаку организацију, али су је подржавали људи који су били националисти и који нису били укључени или заинтересовани за политику. Партија је имала јаку подршку у студентима, професорима и члановима бирократије.

## Идеологија
Странка је била антисемитистичка, пангерманистичка и подржавала је идеју људске заједнице са строгим расистичким законима. Подржавали су уједињење Аустрије са Немачком и слободну трговину. Боја странке је била црно-златна.

## Подршка
Партија никада није освајала више од 17% на парламентарним изборима и генерално је сматрана за млађег партнера Хришћанско социјалне партије у влади. Од 1921. до 1932. Народна странка је била у коалицији са Хришћанском партијом и од 1922. до 1927. чланови народне странке су се смењивали на положају вицеканцелара Аустрије. Са растом подршке аустријској нацистичкој партији раних 30-их година 20. века, велика Немачка партија је губила подршку и присталице који су прелазили у нацистичку партију. На крају се и сама странка спојила са нацистичком странком.
1945. присталице бивше велике Немачке народне сранке су се раздвојиле у две групе од којих су касније настале две политичке партије: Савез независних и Слободарска партија Аустрије.